# Nærøysund
Nærøysund er en kommune i Ytre Namdalen i Trøndelag fylke i Norge som blev oprettet den 1. januar 2020 ved sammenlægning af Vikna og Nærøy kommuner.
Nærøysund har over 9.500 indbyggere og omfatter områder på begge sider af Indre Foldafjord og ud til Viknaøerne og det åbne havområde Folda. Skibsruten langs langs kysten går gennem Nærøysundet, beskyttet for havet. Det historiske handels- og kirkested på Nærøya er opkaldt efter den norrøne havgud Njord. Kommunens administration er delt mellem småbyerne Rørvik og Kolvereid, som har 3.100 og 1.750 indbyggere.
Nærøysund er landets største havbrugskommune og en stor fiskerikommune med fiskeforædlingsvirksomheder som til sammen omsætter for over 6 milliarder kroner. Rørvik er Trøndelagskystens største fiskerihavn med 15.000 skipsanløb om året. Der findes rederier, leverandørindustri og specialforretninger for fiskeri og havbrug. Ytre Namdal videregående skole i Rørvik har fagtilbud inden for blandt andet fiskeri og søfart samt en maritim fagskole. Landbruget er også et vigtigt erhverv i hele kommunen med Trøndelags tredje største mælkeproduktion. Val videregående skole har undvisning og forskninginden for land- og havbrug.
Vinterfiskeriet efter de gydende atlanterhavstorsk (skrei) i Viknaværene har traditionelt været blandt de vigtigste langs kysten efter lofotfiskeriet. Fiskerbønderne i de ydre strøg drev vekselbrug mellem fiskeri og landbrug. Handel, træsliberi og bådbyggeri har også været vigtige erhverv. Indre Foldafjord har også været brugt til udskibning af kobbermalm fra Indre Namdalen. Oppløvassdraget er udbygget med vandkraft, og der er vindkraftproduktion på Ytre Vikna og Abelværhalvøen. Kystkulturcenteret Norveg, de beskyttede fiskevær Sør-Gjæslingan og Nordøyan og de historiske handelssteder Abelvær og Buøya er kendte turistmål.
Rørvik er anløbssted for Hurtigruten, mens Rørvik Lufthavn har afgange til Namsos, Værnes og Gardermoen. Fra Rørvik er der også hurtigbådforbindelse mod syd til Namsos og nordover til Leka. Fylkesvej 770 knytter kommunen sammen øst–vest, også med broer de tre store Viknaøyer, bl.a. til fastlandet fra Rørvik over Marøya via den 700 meter lange Nærøysundbroen. Via færgeforbindelsen Hofles–Geisnes–Lund på fylkesvejene 769 og 776 er Nærøysund forbundet med Salsbruket i samme kommune, og med Lund og Namsos. Der er også færger til øsamfundene Gjerdinga og Borgan.